# روث جوردن
روث جوردن (بالإنجليزية: Ruth Jordan)‏ هي مُدرسة أمريكية، ولدت في 7 نوفمبر 1902، وتوفيت في 7 يناير 1996.